# Televisión Vasca

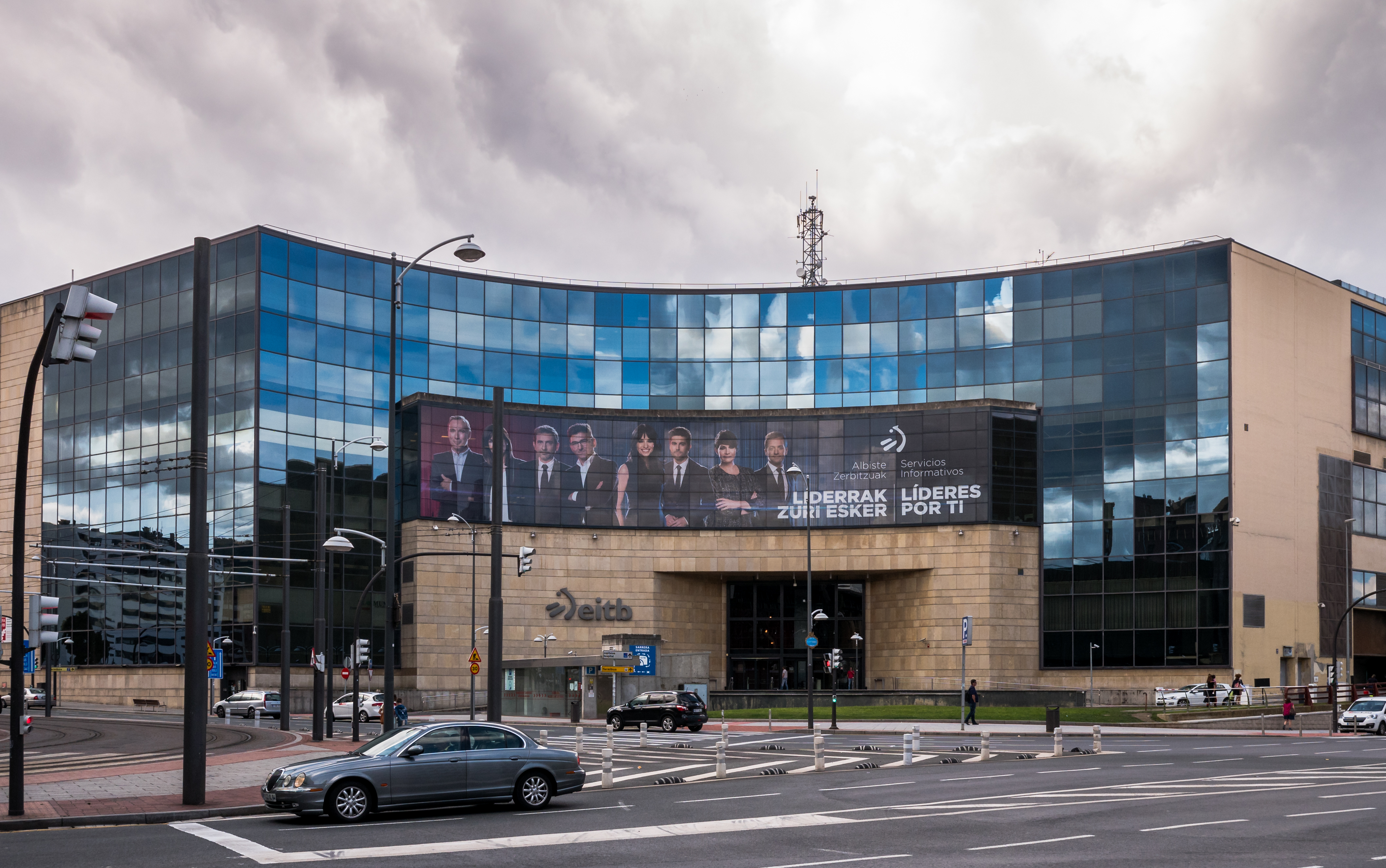
Edificio Bami Sitz der ETB

Euskal Telebista (ETB; Televisión Vasca) ist das Fernsehunternehmen von Euskal Irrati Telebista (EITB; Radio Televisión Vasca), einem vom baskischen Parlament gesetzlich abhängigen Konsortium in der Autonomen Gemeinschaft des Baskenlandes (Spanien). Es ist eine öffentliche Einrichtung mit der Rechtsform einer Aktiengesellschaft. Euskal Telebista hat derzeit zwei Hauptprogramme: ETB1, ein Vollprogramm in baskischer Sprache, das am 31. Dezember 1982 mit der Ausstrahlung begann; und ETB2, ein Vollprogramm in spanischer Sprache, das am 31. Mai 1986 mit der Ausstrahlung begann. Die Hauptverwaltung befindet sich in Bilbao im Edificio Bami.

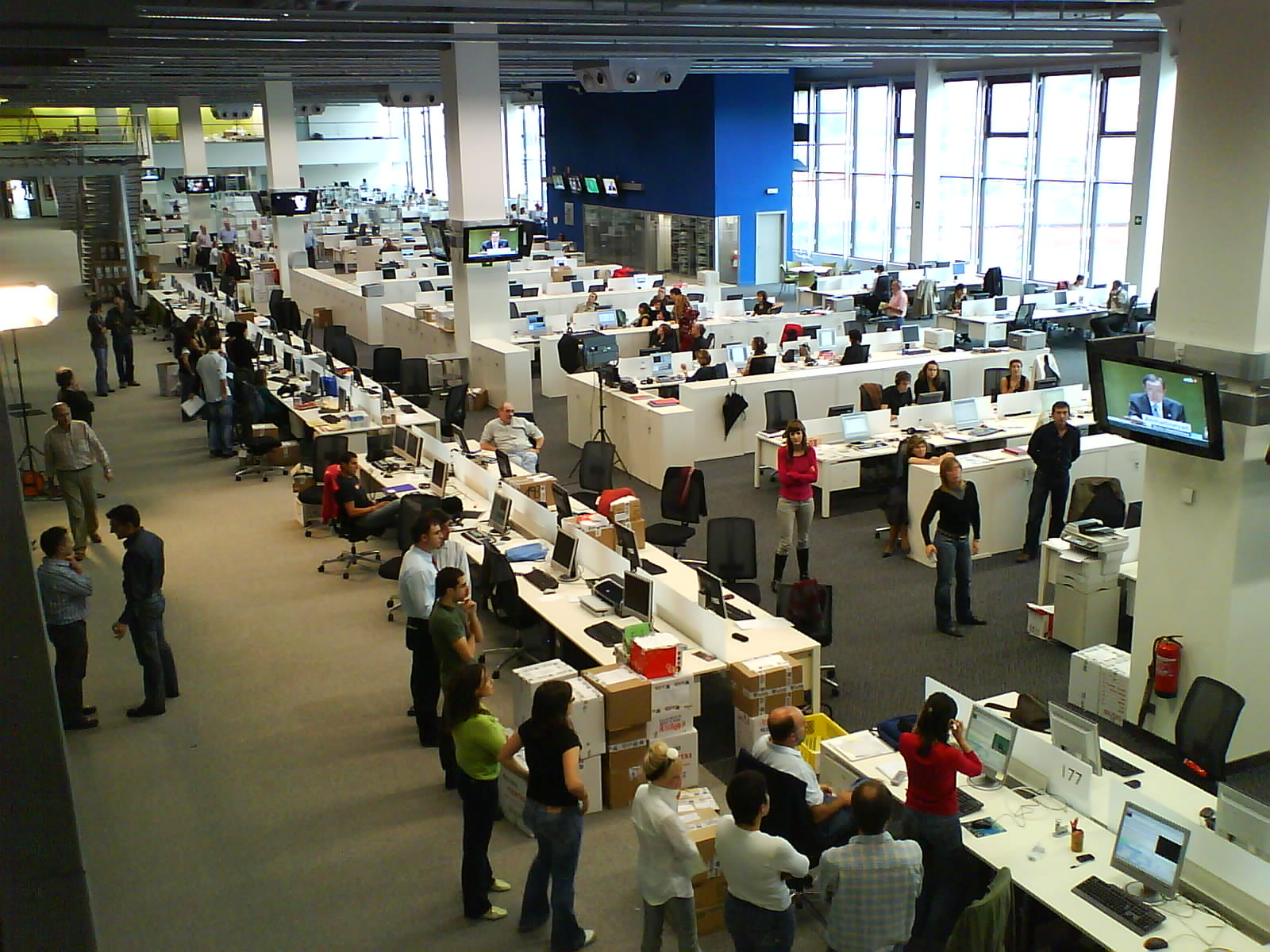
Redaktionssal der ETB in Bilbao

Euskal Telebista betreibt derzeit neben den beiden Hauptprogrammen zwei thematische Kanäle: ETB3, das als Kinder- und Jugendprogramm konzipiert ist und seit dem 10. Oktober 2008 auf Baskisch ausgestrahlt wird; und ETB4 mit zweisprachigem Programm, das sich auf selbst produzierte Unterhaltung (Serien, Filme und Sport) konzentriert und am 29. Oktober 2014 mit der Ausstrahlung begann. Diese vier Programme bilden den DTT-Multiplex, den ETB im Land Vasco betreibt.
Neben dem Baskenland wird das terrestrische Signal der ETB im Wege von Vereinbarungen auch in der Foralgemeinschaft Navarra übertragen. Die baskischen Programme erreichen auch Kantabrien, La Rioja und Gebiete von Burgos. Des Weiteren sind sie auch im französischen Baskenland zu empfangen. Die Programme werden per Satellit ausgestrahlt und sind kostenlos zu empfangen. Das Unternehmen verfügt über ein Nachrichtensende- und Produktionszentrum am Hauptsitz der EITB-Gruppe in Bilbao und ein weiteres Produktionszentrum für weitere Programme in Miramón (San Sebastián). ETB hat Korrespondenten in Vitoria, Bayonne, Pamplona, Barcelona, Madrid, Paris, London, Berlin, New York, Jerusalem, Brüssel und Peking.